# Nikos Tselios
Nikos Tselios (né le 20 janvier 1979 à Oak Park, Illinois aux États-Unis) est un ancien joueur professionnel de hockey sur glace qui évoluait au poste de défenseur. Il est le cousin de Chris Chelios.

## Biographie
Après une saison avec les Young Americans de Chicago de la Midwest Elite Hockey League, Nikos Tselios rejoint en 1996 les Bulls de Belleville de la Ligue de hockey de l'Ontario, marquant 46 points en 64 parties durant sa première saison et étant nommé dans l'équipe des recrues. Doté d'un physique impressionnant, il est choisi en première ronde du repêchage d'entrée dans la LNH 1997, 22e au total, par les Hurricanes de la Caroline. Au cours de la saison 1997-1998 de la LHO, il est transféré aux Whalers de Plymouth, franchise proche des Hurricanes. Au championnat du monde junior 1998, il représente les États-Unis.
Après une saison supplémentaire avec les Whalers où il inscrit 60 point en 60 matchs, il devient professionnel avec les Cyclones de Cincinnati de la Ligue internationale de hockey. À la suite de la dissolution de la LIH en 2001, il rejoint les Lock Monsters de Lowell de la Ligue américaine de hockey. Au cours de la saison 2001-2002, il fait deux apparitions en Ligue nationale de hockey avec les Hurricanes. Au cours de la saison suivante, il rejoint les Falcons de Springfield. Durant l'été 2003, il signe comme agent libre avec les Coyotes de Phoenix. Pour la saison 2004-2005, il joue pour les Grizzlies de l'Utah mais après seulement cinq apparitions, il retourne à Springfield sous la forme d'un prêt.
La saison suivante, il tente l'aventure en Europe, tout d'abord en SM-liiga finlandaise avec le KalPa Kuopio puis en Elitserien suédoise avec le Färjestads BK qui remporte le titre. De retour aux États-Unis, il joue pour les Hounds de Chicago de la United Hockey League mais après quatre matchs joués, il retourne en Suède où il signe avec le Örebro HK de la Division 1. En 2008, il prend sa retraite professionnelle.

## Statistiques

### En club
| Saison     | Équipe                     | Ligue      |    | Saison régulière | Saison régulière | Saison régulière | Saison régulière | Saison régulière |   | Séries éliminatoires | Séries éliminatoires | Séries éliminatoires | Séries éliminatoires | Séries éliminatoires |
| Saison     | Équipe                     | Ligue      | PJ | B                | A                | Pts              | Pun              | PJ               | B | A                    | Pts                  | Pun                  |                      |                      |
| 1995-1996  | Young Americans de Chicago | MWEHL      | 27 | 5                | 8                | 13               | 40               | -                | - | -                    | -                    | -                    |                      |                      |
| 1996-1997  | Bulls de Belleville        | LHO        | 64 | 9                | 37               | 46               | 61               | 6                | 1 | 1                    | 2                    | 2                    |                      |                      |
| 1997-1998  | Bulls de Belleville        | LHO        | 20 | 2                | 10               | 23               | 16               | -                | - | -                    | -                    | -                    |                      |                      |
| 1997-1998  | Whalers de Plymouth        | LHO        | 41 | 8                | 20               | 28               | 27               | 15               | 1 | 8                    | 9                    | 27                   |                      |                      |
| 1998-1999  | Whalers de Plymouth        | LHO        | 60 | 21               | 39               | 60               | 60               | 11               | 4 | 10                   | 14                   | 8                    |                      |                      |
| 1999-2000  | Cyclones de Cincinnati     | LIH        | 80 | 3                | 19               | 22               | 75               | 10               | 0 | 2                    | 2                    | 4                    |                      |                      |
| 2000-2001  | Cyclones de Cincinnati     | LIH        | 79 | 7                | 18               | 25               | 98               | 5                | 0 | 3                    | 3                    | 0                    |                      |                      |
| 2001-2002  | Hurricanes de la Caroline  | LNH        | 2  | 0                | 0                | 0                | 6                | -                | - | -                    | -                    | -                    |                      |                      |
| 2001-2002  | Lock Monsters de Lowell    | LAH        | 70 | 3                | 16               | 19               | 64               | -                | - | -                    | -                    | -                    |                      |                      |
| 2002-2003  | Lock Monsters de Lowell    | LAH        | 61 | 4                | 5                | 9                | 65               | -                | - | -                    | -                    | -                    |                      |                      |
| 2002-2003  | Falcons de Springfield     | LAH        | 13 | 0                | 2                | 2                | 12               | 6                | 0 | 0                    | 0                    | 4                    |                      |                      |
| 2003-2004  | Falcons de Springfield     | LAH        | 75 | 5                | 8                | 13               | 105              | -                | - | -                    | -                    | -                    |                      |                      |
| 2004-2005  | Grizzlies de l'Utah        | LAH        | 5  | 1                | 1                | 2                | 4                | -                | - | -                    | -                    | -                    |                      |                      |
| 2004-2005  | Falcons de Sringfield      | LAH        | 35 | 3                | 6                | 9                | 37               | -                | - | -                    | -                    | -                    |                      |                      |
| 2005-2006  | KalPa Kuopio               | SM-liiga   | 21 | 0                | 2                | 2                | 67               | -                | - | -                    | -                    | -                    |                      |                      |
| 2005-2006  | Färjestads BK              | Elitserien | 7  | 0                | 0                | 0                | 10               | 11               | 1 | 0                    | 1                    | 12                   |                      |                      |
| 2006-2007  | Hounds de Chicago          | UHL        | 4  | 0                | 0                | 0                | 0                | -                | - | -                    | -                    | -                    |                      |                      |
| 2006-2007  | Örebro HK                  | Division 1 | 8  | 3                | 4                | 7                | 2                | -                | - | -                    | -                    | -                    |                      |                      |
| 2007-2008  | Örebro HK                  | Division 1 | 32 | 4                | 13               | 17               | 132              | -                | - | -                    | -                    | -                    |                      |                      |
| Totaux LNH | Totaux LNH                 | Totaux LNH | 2  | 0                | 0                | 0                | 6                | -                | - | -                    | -                    | -                    |                      |                      |

### En équipe nationale
| Année | Compétition                 |   | PJ | B | A | Pts | Pun |  | Résultat |
| 1998  | Championnat du monde junior | 7 | 1  | 1 | 2 | 6   | 6e  |  |          |

## Transactions en carrière
- Repêchage d'entrée 1997 : repêché par les Hurricanes de la Caroline (1er choix de l'équipe, 22e choix au total).
- 21 juillet 2003 : signe comme agent libre avec les Coyotes de Phoenix.
- 22 novembre 2004 : Prêté aux Falcons de Springfield par les Grizzlies de l'Utah.
- 25 janvier 2007 : signe comme agent libre avec Örebro HK.

## Trophées et honneurs personnels
- Ligue de hockey de l'Ontario
  - Nommé dans l'équipe des recrues 1997

- Elitserien
  - Champion de l'Elitserien 2006 avec Färjestads BK

## Parenté dans le sport
Il est le cousin de Chris Chelios, joueur professionnel de hockey sur glace qui a joué 1 644 parties en LNH.